# 周苛
周苛（？—前204年），泗水郡沛縣人，汉王劉邦大臣，戰敗，不降项羽而被殺。

## 生平
秦朝为泗水郡卒史，投靠沛公刘邦为謀臣。刘邦稱汉王，周苛为其御史大夫。汉王四年（前204年），项羽趁劉邦離開去打魯城进攻荥阳，劉邦離開滎陽時命周苛和魏王豹等守城。周苛认为魏王豹不可靠而杀之。城破，周苛不降，项羽怒而将他烹杀。
周苛忠義可風，被許多地方奉祀為城隍，如福建都城隍廟、海澄城隍廟、温州府城隍庙。宋代林通《长乐图经》说：「（城隍）庙之神乃西汉御史周苛也。」《海澄縣志》記載，明穆宗隆慶年間閩南海澄人民，奉祀周苛為海澄城隍。

## 家族
- 父亲：周□
- 母亲：□氏
- 弟弟：周昌
- 妻子：□氏
- 长子：周成[註 1]，儿媳：□氏